# Сурма (народ)

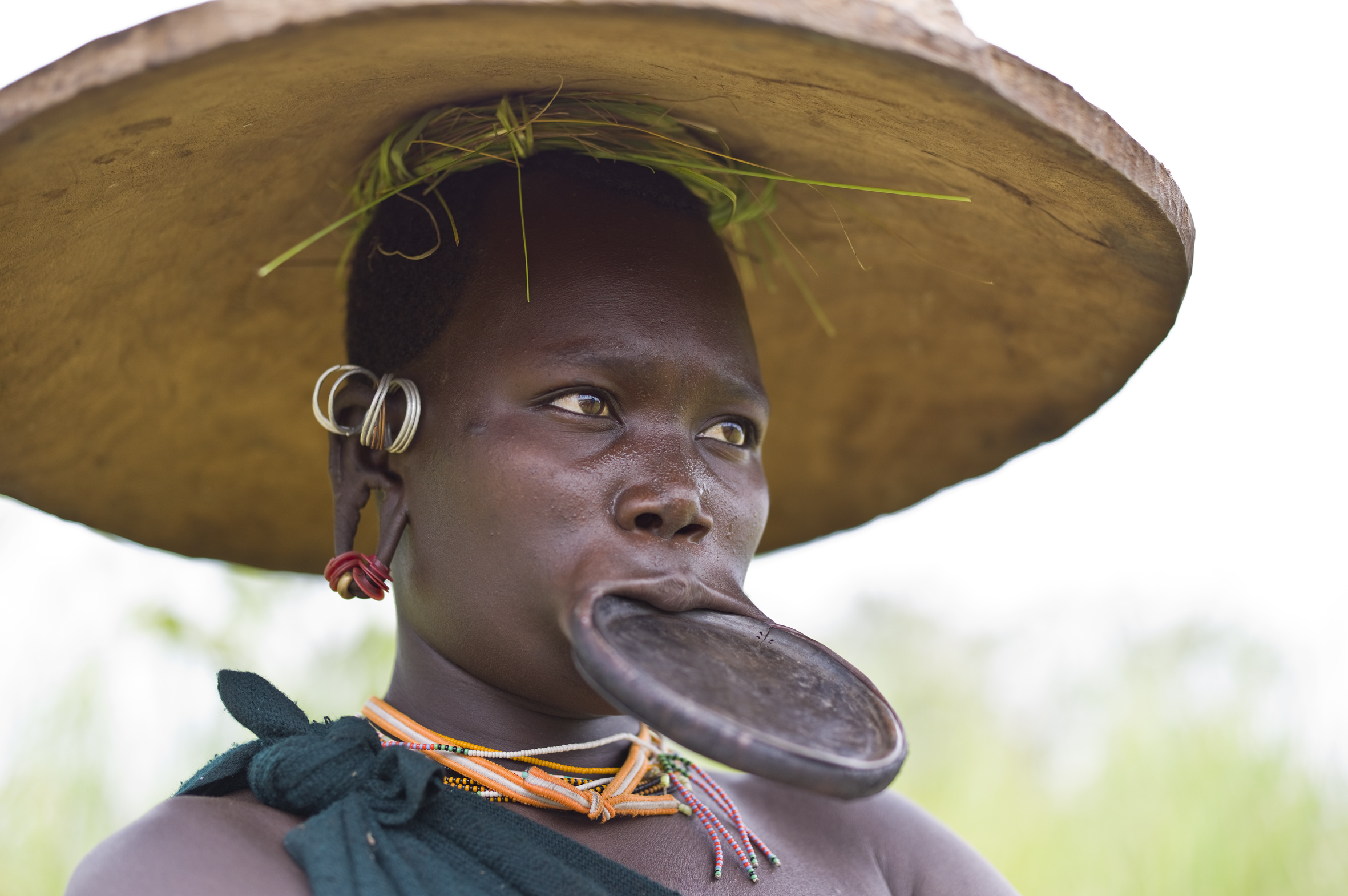

Сурма (Surma, также Suri, Shuri, Dhuri, Dhurma) — этническая группа, проживающая в южной Эфиопии и Южном Судане. Этническая группа насчитывает 20 622 члена, из которых 19 622 проживают в Эфиопии, а 1000 — в Южном Судане (перепись 1998 года).
Занимаются скотоводством и частично туризмом. Образу жизни сурма угрожают, с одной стороны, эфиопское правительство, которое пытается «цивилизовать» «примитивный» народ сурма, а с другой стороны, беженцы из Судана.
Речь сурма (ISO 639-3 suq) принадлежит к восточно-суданской группе нило-сахарской языковой семьи.
Традиционное украшение — так называемая «губная тарелка» (см. иллюстрацию).